# Résidence Ryongsong
La résidence Ryongsong, en hangeul 룡성 관저, en hanja 龍城官邸, aussi appelée résidence no 55, en hangeul 55호 관저, ou encore résidence luxueuse centrale, en hangeul 주요 고급 저택, est la résidence principale officielle de Kim Jong-un, dirigeant suprême de la Corée du Nord. 
Terminée en 1983, elle fut la résidence secondaire de Kim Il-sung et l'ancienne résidence principale de Kim Jong-il. 

## Architecture
La résidence Ryongsong se trouve en Corée du Nord, au nord-est de Pyongyang, à douze kilomètres au nord de la place Kim Il-sung. Administrativement, elle dépend de l'arrondissement de Ryongsŏng.
Le domaine s'étend sur environ 12 km2 au cœur d'une forêt dans une région vallonnée. 
Plusieurs bâtiments et installations composent la résidence. On y trouve la villa abritant les appartements du dirigeant et servant aux réceptions officielles des dignitaires étrangers mais aussi une piscine olympique (détruite en 2013), un centre de bien-être avec un spa et un sauna, un stade d'athlétisme, une écurie, un hippodrome, un stand de tir, un circuit automobile et plusieurs étangs.
Ces installations en surface sont complétées par des bunkers souterrains antiatomiques dont un quartier de commandement militaire qui sont reliés par des tunnels. On y trouve aussi une gare ferroviaire souterraine privative permettant de rejoindre d'autres résidences secondaires dont celle de Changsong et de Wonsan,. 
La défense de la résidence est assurée par des clôtures électriques, des champs de mines, des batteries anti-aériennes camouflées, des check-points et surveillée par plusieurs unités militaires lourdement armées.

## Histoire
La construction de la résidence par une brigade spéciale de l'armée populaire de Corée est terminée en 1983 sous la direction de Kim Il-sung, le fondateur et dirigeant de la république démocratique populaire de Corée. Il l'utilise alors comme résidence secondaire, sa résidence principale étant le palais présidentiel de Kumsusan situé à Pyongyang. À sa mort en 1994, ce palais présidentiel est transformé en mausolée et la résidence de Ryongsong devient la résidence principale de son successeur et fils Kim Jong-il. Au décès de ce dernier en 2011, Kim Jong-un, son fils qui lui succède à la tête de l'État, maintient sa fonction de résidence principale.